# 乌干达足球联邦协会
乌干达足球联邦协会（英語：Federation of Uganda Football Associations，簡稱FUFA）属于乌干达足球理事团体，於1924年成立，1959年加入国际足联和非洲足联。该协会成立之初时名为坎帕拉足球协会。